# ريمون تشن
ريمون تشن (بالإنجليزية: Raymond Chan)‏ (و. 1951 – م) هو مهندس، وسياسي، من كندا، هو عضوٌ في حزب الأحرار الكندي.

## مناصب
تولى منصب عضو مجلس العموم الكندي.

## التعليم
تعلم في جامعة كولومبيا البريطانية.